# Tomorrow (gruppo musicale)
I Tomorrow sono stati un gruppo di rock psichedelico inglese della fine degli anni sessanta.

## Storia
La formazione del gruppo comprendeva Keith West alla voce, Steve Howe (più tardi negli Yes) alla chitarra, John "Junior" Wood al basso, e John Alder "Twink" alla batteria. West, Howe e Wood provenivano da una precedente formazione chiamata In-Crowd, mentre Twink aveva suonato nei Fairies.
I Tomorrow erano molto noti per le emozioni che sapevano suscitare nelle loro esibizioni dal vivo. Alla fine degli anni sessanta, i loro concerti erano apprezzati quanto quelli dei Pink Floyd o dei Soft Machine. Suonarono come supporter di artisti come Jimi Hendrix, che suonò persino con loro al Saville Theatre di Brian Epstein (di beatlesiana memoria).
La loro musica era un cocktail di psichedelia alla Pink Floyd (con tanto di uso innovativo delle luci di scena), jazz ed elementi derivati da gruppi come i Beatles e i Byrds, che dominavano la scena musicale dell'epoca.
Il primo disco dal titolo omonimo fu iniziato a registrare nel 1967, ma a causa di numerosi problemi di produzione fu pubblicato solo nel 1968 sotto il nome Tomorrow featuring Keith West, quando le sonorità dominanti erano già mutate, ed il disco non ottenne il successo che si aspettava. Nonostante questo, la discografia dei Tomorrow comprende due singoli piuttosto famosi, My White Bicycle (considerato un classico del rock psichedelico britannico) e Revolution. Sebbene i risultati non fossero eccellenti in termini di vendite, il gruppo riuscì a crearsi un proprio pubblico di appassionati, tra cui il disc jockey John Peel, che mandò in onda My White Bicycle ripetutamente nel suo programma radiofonico Perfumed Garden.
La relativa celebrità dei Tomorrow fece sì che Michelangelo Antonioni li contattasse per suonare nel film Blow-Up; alla fine, però, scelse gli Yardbirds. I Tomorrow apparvero comunque al cinema nel film Smashing Time, col nome "The Snarks".
A un certo punto della loro carriera, i Tomorrow decisero addirittura che ciascuno dei membri avrebbe anche dato vita a un progetto solista. Keith West fu quello che ebbe maggiore successo nell'impresa, ritrovandosi nelle cime delle classifiche con il singolo Excerpt from a Teenage Opera (Odeon, 1967), un brano con cori ironicamente infantili che trattava di Jack il Macellaio. Attorno a questo brano ed alla figura di Jack, con l'aiuto del produttore Marco Wirtz, fu costruito un intero concept album che però non vide mai la luce. Solo nel 1996 gli abbozzi, gli scarti di studio e le varie registrazioni di questa operazione furono confezionate nell'album A Teenage Opera.
Anche Steve Howe partecipò al progetto di West. I progetti solisti alla fine fecero perdere coesione al gruppo. Twink abbandonò entrando nei Pretty Things e nei Pink Fairies. Di lì a poco, Howe entrò negli Yes, in cui suona, al 2019, da quasi 50 anni.
La maggior parte dei brani dei Tomorrow reperibili oggi sono in raccolte e compilation di brani inediti apparse postume, soprattutto in seguito al grande successo di Howe.

## Discografia

### Album in studio e raccolte
- 1968 - Tomorrow featuring Keith West: Tomorrow
- 1998 - Tomorrow: The 50 Minutes Technicolour Dream (raccolta di inediti)
- 2001 - Tomorrow: Live & unreleased, 1967 (raccolta di inediti)

### Compilation
- 2001 - Nuggets II, raccolta di band inglesi della fine degli anni sessanta
- 2002 - Acid Drops, Spacedust and Flying Saucers, raccolta di band psichedeliche inglesi (2002)
- Mothballs, raccolta di brani giovanili di Steve Howe
- Young Ones' Neil: Heavy Karma include My White Bicycle